# Luc Boltanski
Luc Boltanski (* 4. Januar 1940) ist ein französischer Soziologe. 

## Leben
Er ist Forschungsdirektor an der École des Hautes Études en Sciences Sociales, Paris. Sein Hauptinteresse innerhalb der Soziologie gilt den Fragen der Moral und der Politik. Ursprünglich Schüler von Pierre Bourdieu, ging er im Lauf der 1980er Jahre immer mehr auf Distanz zu diesem. Der Künstler Christian Boltanski (1944–2021) war sein Bruder. Sein Sohn ist der Schriftsteller und Journalist Christophe Boltanski.
Im Herbst 2008 hielt Boltanski die Frankfurter Adorno-Vorlesungen mit dem Obertitel „Soziologie und Sozialkritik“.

## Lehre
Boltanski und Laurent Thévenot haben in ihrer Soziologie der kritischen Urteilskraft (2007, 2014) dargelegt, dass die Sphäre der Inspiration, wo es um die Erleuchtung, geistige Vollendung, innere Bewegtheit und phantastische Erhabenheit, kurz die Ideenwelt eines einzelnen Menschen geht, sich nach ganz anderen Regeln gestaltet als die Sphären der familialen Tradition (Familie), der öffentlichen Meinung (Gesellschaft), des industriellen Betriebs (Arbeitswelt) oder des freien Marktes (Warenwelt), in denen sich dasselbe Individuum bewegt. Keine dieser Sphären geht in einer der anderen auf. Das alltägliche Leben hat mit Präsentationen, Infragestellungen, Übergängen und Kompromissen innerhalb dieser Sphären und zwischen ihnen zu tun.
Dabei identifizieren die Verfasser sechs für unsere heutige Gesellschaft konstitutive Rechtfertigungsordnungen, die, ideengeschichtlich gesehen, in Werken der politischen Philosophie Gestalt angenommen haben: die der Inspiration bei Augustinus, der häuslichen Sphäre bei Bossuet, des Ruhmes und der öffentlichen Meinung bei Hobbes, des Marktes bei Adam Smith, des Staatsbürgers bei Rousseau und der Industrie bei Henri de Saint-Simon. Wie die Autoren unter anderem am Beispiel einer systematischen Analyse von Managementstrategien zeigen, können all diese 6 Rechtfertigungsordnungen in spezifischen gesellschaftlichen Bereichen gleichzeitig präsent sein und den Akteuren als Ausgangspunkt und als Bezugspunkt in ihrem Bemühen um Verständigung mit und Anerkennung bei anderen dienen. Mit ihnen lassen sich auch viele Konflikte erklären, die dann entstehen, wenn die Beteiligten sich, bewusst oder unbewusst, auf unterschiedliche Ordnungen beziehen, diese also vermengen.

## Werke

### Werke auf Deutsch
- Mit Arnaud Esquerre: Bereicherung. Eine Kritik der Ware. Suhrkamp, Berlin 2018, ISBN 978-3-518-58718-8
- Rätsel und Komplotte: Kriminalliteratur, Paranoia, moderne Gesellschaft. Suhrkamp, Berlin 2013, ISBN 978-3-518-58598-6
- Soziologie und Sozialkritik (Frankfurter Adorno-Vorlesungen 2008). Suhrkamp, Berlin 2010, ISBN 978-3-518-58546-7
- Mit Ève Chiapello: Der neue Geist des Kapitalismus, Konstanz 2003, ISBN 3-89669-555-X[3]
- Mit Laurent Thévenot: Über die Rechtfertigung. Eine Soziologie der kritischen Urteilskraft. 2007 (frz.: De la justification. Les économies de la grandeur. 1991; Vorläufer: Les économies de la grandeur. 1987) Übers. Andreas Pfeuffer ISBN 3-936096-85-6; wieder Hamburger Edition, 2014
- Soziologie der Abtreibung. Zur Lage des fötalen Lebens. 2007, ISBN 3-518-58475-8
- Mit Pierre Bourdieu: Eine illegitime Kunst. Die sozialen Gebrauchsweisen der Fotografie. 2007, ISBN 3-434-46162-0
- Mit Ève Chiapello: Befreiung vom Kapitalismus? Befreiung durch Kapitalismus? Blätter für deutsche und internationale Politik, April 2000, S. 476–487
- Die Führungskräfte. Die Entstehung einer sozialen Gruppe. 1990, ISBN 3-593-34188-3
- Mit Henri-Frederic Amiel, Georges Poulet, Ernst Merian-Genast: Intimes Tagebuch. 1986, ISBN 3-88221-511-9
- Bezichtigung und Selbstdarstellung. Die Kunst, ein normales Opfer zu sein. in: Selbstthematisierung und Selbstzeugnis: Bekenntnis und Geständnis, Hgg. Alois Hahn, Volker Kapp. Suhrkamp, Frankfurt 1987, S. 149–169
- Die soziale Verwendung des Körpers in: Zur Geschichte des Körpers, Hgg. Dietmar Kamper, Volker Rittner. Carl Hanser, München 1976, S. 138–183

Artikel
- Leben als Projekt. Prekarität in der schönen neuen Netzwerkwelt. im Online-Magazin zur Zeitschrift polar

Interviews
- Für eine Erneuerung der Sozialkritik. Luc Boltanski und Eve Chiapello im Gespräch mit Yann Moulier Boutang (pdf)
- „Neue Verteilungsdebatte“, Die Zeit, 16. Februar 2017

### Werke auf Französisch
- Énigmes et complots. Une enquête à propos d'enquêtes. Éditions Gallimard, Paris 2012.
- mit Arnaud Esquerre und Jeanne Lazarus: Comment s'invente la sociologie. Parcours, expériences et pratiques croisés. Flammarion, Paris 2024, ISBN 978-2-08-042538-6.